# 诚静容
诚静容（1918年—2012年），女，锡伯族，奉天（今辽宁）辽阳人，中国植物分类学家、药用植物学家，曾任北京医科大学教授，博士生导师。